# Áno Yerakaríon
Áno Yerakaríon (Ano Gerakari) är en ort i Grekland.   Den ligger i prefekturen Nomós Zakýnthou och regionen Joniska öarna, i den sydvästra delen av landet, 260 km väster om huvudstaden Aten. Áno Yerakaríon ligger 181 meter över havet och antalet invånare är 176. Den ligger på ön Zakynthos.
Terrängen runt Áno Yerakaríon är platt åt nordost, men åt sydväst är den kuperad. Havet är nära Áno Yerakaríon norrut.Runt Áno Yerakaríon är det ganska tätbefolkat, med 78 invånare per kvadratkilometer. Närmaste större samhälle är Zákynthos, 9,4 km sydost om Áno Yerakaríon. Trakten runt Áno Yerakaríon består till största delen av jordbruksmark.